# Wish You Were Gay
Singles de Billie Eilish
Bury a Friend
(2018) Bad Guy
(2019)
Clip vidéo
[vidéo] « Wish You Were Gay (audio) », sur YouTube
Wish You Were Gay (stylisée en minuscules : « wish you were gay ») est une chanson de l'auteure-compositrice-interprète américaine Billie Eilish extraite de son premier album studio, intitulé When We All Fall Asleep, Where Do We Go? et sorti le 29 mars 2019.
La chanson a été publiée en single le 4 mars 2019, environ trois semaines et demi avant la sortie de l'album.
Aux États-Unis, la chanson a débuté à la 74e place du Billboard Hot 100 (pour la semaine du 16 mars 2019), atteignant sa meilleure position à la 31e place quatre semaines plus tard (pour celle du 13 avril).

## Composition
La chanson est écrite et composée par Billie Eilish O'Connell à l'âge de seulement 14 ans avec son frère Finneas O'Connell et produite par ce dernier, à propos d'un garçon pour lequel elle s'intéressait et que l'amour n'était pas réciproque. Elle a démontré une version de la chanson à ses fans via son compte Instagram en juillet 2018. Billie Eilish explique qu'elle se sentait désemparée qu'il ne l'aime pas en retour, cherchant une justification à son désintérêt pour elle, elle espérait qu'il soit attiré par les hommes. 
Wish You Were Gay est sorti en tant que quatrième single du premier album studio de Billie Eilish, When We All Fall Asleep, Where Do We Go? (2019). 